# 조신에쓰 자동차도
조신에쓰 자동차도(일본어: 上信越自動車道)는 일본 군마현 후지오카시의 후지오카 분기점으로부터 나가노현 나가노시를 경유해서 니가타현 조에쓰시의 조에쓰 분기점까지 이르는 일본의 고속도로이다. NEXCO 동일본이 관리 및 영업중이다. 고속도로 넘버링에 의한 번호는 E18로 부여되어 있다.

## 개요
국도 제18호선이나 호쿠리쿠 신칸센과 병행하면서 주행하며, 도쿄로부터 도야마 · 가나자와 등의 호쿠리쿠 지방 서부를 연결하는 고속도로의 최단 경로이기 때문에, 단지 간토 지방과 나가노현 호쿠신 지방 · 니가타현 조에쓰 지방을 연결하는 것에만 머무르지 않고, 간토·호쿠리쿠 간의 물류 동맥으로서의 역할도 맡는 노선이다.
기타칸토 자동차도의 전 노선 개통 후는, 도호쿠·기타칸토 지방과 도카이 지방·간사이 지방을, 도쿄도내를 경유하지 않고 고속도로만으로 왕래하는 루트로서 중요도가 높아졌다.
시나노마치 나들목 - 조에쓰 분기점 구간이 잠정 2차선, 그 이외는 4차선으로 공용된다. 예전에는 그 이외에도 잠정 2차선 공용되었던 구간이며, 특히 우스이카루이자와 나들목 - 고쇼쿠 분기점 구간은 개통 이전부터 4차선화 시행 명령이 내려졌지만, 1998년의 나가노 동계 올림픽 개최에 맞추기 위해서 잠정 2차선으로 개통되었던 경력이 있다. 시나노마치 나들목 - 조에쓰 분기점에 대해서는 2009년 4월 27일 제 4 회 일본 국토 개발 간선 자동차도 건설 회의에서 4차선으로서의 정비 계획 변경이 결정되었지만, 민주당의 2009년도 추경 예산 집행 재검토에 의한, 시나노마치 나들목 - 조에쓰 분기점을 포함한 고속도로 6개 노선의 6개 구간의 4차선화 사업이 동결되었다. 그 후 해당 구간은 2009년에 걸쳐서 10km 이상의 정체 발생 횟수가 19회를 세면서 4차선화의 필요성이 있다고 판단되어, 일단 동결이 해제되면서, 2012년 4월에 사업을 재개하는 것이 발표되었다. 사용 예정은 2018년도이다.
최고 지점의 해발은 932m이며, 핫푸산 터널 내에 있다.
국토 개발 간선 자동차도의 노선명은 간에쓰 자동차도 조에쓰 선이며, 조신에쓰 자동차도는 그 중 후지오카 분기점 서쪽 구간의 도로명이다.

## 경유하는 지자체
- 군마현
  - 후지오카시 - 다카사키시 - 간라군 간라정 - 도미오카시 - 간라군 시모니타정 - 도미오카시 - 안나카시 - 간라군 시모니타정

- 나가노현
  - 사쿠시 - 고모로시 - 도미시 - 고모로시 - 도미시 - 우에다시 - 하니시나군 사카키정 - 지쿠마시 - 나가노시 - 스자카시 - 가미타카이군 오부세정 - 나카노시 - 가미미노치군 (이즈나정 - 시나노정)

- 니가타현
  - 묘코시 - 조에쓰시 - 묘코시 - 조에쓰시 - 묘코시 - 조에쓰시

## 나들목 · 분기점
| 나들목 번호 | 시설 이름                         | 일본어 이름         | 거리 (km) | BS       | 접속 노선                                    | 소재지   | 소재지       | 소재지     |
| ----------- | --------------------------------- | ------------------- | --------- | -------- | -------------------------------------------- | -------- | ------------ | ---------- |
| 9           | 후지오카 분기점                   | 藤岡                | 0.0       | -        | 간에쓰 자동차도                              | 군마현   | 후지오카시   | 후지오카시 |
| 1           | 후지오카 나들목 / PA              | 藤岡                | 1.8       |          | 군마현도 13호 마에바시나가토로 선            | 군마현   | 후지오카시   | 후지오카시 |
| 2           | 요시이 나들목                     | 吉井                | 11.2      |          | 군마현도 제41호 진다요시이테이류조 선        | 군마현   | 다카사키시   | 다카사키시 |
| -           | 간라 PA / SIC                     | 甘楽                | 15.4      |          |                                              | 군마현   | 간라군       | 간라정     |
| 3           | 도미오카 나들목                   | 富岡                | 20.1      | ○        | 도미오카시도 니시토미오카나이킨 선           | 군마현   | 도미오카시   | 도미오카시 |
| 4           | 시모니타 나들목                   | 下仁田              | 26.8      | ○        | 국도 제254호선 (마야마 바이패스)             | 군마현   | 간라군       | 시모니타정 |
| 5           | 마쓰이다묘기 나들목 / 마쓰이다 BS | 松井田妙義 / 松井田 | 37.5      | ○        | 군마현도 제51호 마쓰이다시모니타 선          | 군마현   | 안나카시     | 안나카시   |
| -           | 요코카와 SA                       | 横川                | 42.1      |          |                                              | 군마현   | 안나카시     | 안나카시   |
| 6           | 우스이카루이자와 나들목           | 碓氷軽井沢          | 52.5      | ○        | 군마현도 92호 마쓰이다카루이자와 선          | 군마현   | 안나카시     | 안나카시   |
| -           | 우스이 CB                         | 碓氷                | 53.0      |          |                                              | 군마현   | 안나카시     | 안나카시   |
| -           | 고자카 CB                         | 香坂                |           |          |                                              | 나가노현 | 사쿠시       | 사쿠시     |
| 6-1         | 사쿠다이라 PA / SIC               | 佐久平              | 68.4      |          |                                              | 나가노현 | 사쿠시       | 사쿠시     |
| 7           | 사쿠 나들목                       | 佐久                | 71.3      | ○        | 나가노현도 제9호 사쿠카루이자와 선           | 나가노현 | 사쿠시       | 사쿠시     |
| 7-1         | 사쿠코모로 나들목                 | 佐久小諸            | 72.8      | -        | 주부 횡단 자동차도                           | 나가노현 | 고모로시     | 고모로시   |
| -           | 고모로코겐 BS                     | 小諸高原            | 78.0      | ○        |                                              | 나가노현 | 고모로시     | 고모로시   |
| 8           | 고모로 나들목                     | 小諸                | 82.1      |          | 나가노현도 제79호 고모로우에다 선            | 나가노현 | 고모로시     | 고모로시   |
| 9           | 도베유노마루 나들목 / SA          | 東部湯の丸          | 88.6      | ○        | 나가노현도 제81호 마루코토베인터 선          | 나가노현 | 도미시       | 도미시     |
| 10          | 우에다스가다이라 나들목           | 上田菅平            | 96.9      | ○        | 국도 제144호선                               | 나가노현 | 우에다시     | 우에다시   |
| 11          | 사카키 나들목                     | 坂城                | 104.8     |          | 나가노현도 제91호 사카키인터 선              | 나가노현 | 하니시나군   | 사카키정   |
| 12          | 지쿠마가와사카키 PA               | 千曲川さかき        | 106.2     | ○        |                                              | 나가노현 | 하니시나군   | 사카키정   |
| -           | 야시로 BS                         | 屋代                | 117.1     | ○        |                                              | 나가노현 | 지쿠마시     | 지쿠마시   |
| 12          | 고쇼쿠 분기점                     | 更埴                | 119.1     |          | 나가노 자동차도                              | 나가노현 | 지쿠마시     | 지쿠마시   |
| -           | 마쓰시로 PA                       | 松代                | 123.2     |          |                                              | 나가노현 | 나가노시     | 나가노시   |
| 13          | 나가노 나들목                     | 長野                | 125.1     | ○        | 나가노현도 제35호 나가노사나다 선            | 나가노현 | 나가노시     | 나가노시   |
| -           | 와카호 BS                         | 若穂                | 130.2     | ○        |                                              | 나가노현 | 나가노시     | 나가노시   |
| 14          | 스자카나가노히가시 나들목         | 須坂長野東          | 135.0     |          | 국도 제403호선                               | 나가노현 | 나가노시     | 나가노시   |
| 14          | 스자카나가노히가시 나들목         | 須坂長野東          | 135.0     | 스자카시 | 국도 제403호선                               | 나가노현 |              |            |
| -           | 스자카 BS                         | 須坂                | 137.5     | ○        |                                              | 나가노현 |              |            |
| 14-1        | 오부세 PA / SIC                   | 小布施              | 141.6     |          | 나가노현도 제343호 무라야마오부세테이류조 선 | 나가노현 | 가미타카이군 | 오부세정   |
| -           | 오부세 BS                         | 小布施              | 143.2     | ○        |                                              | 나가노현 | 가미타카이군 | 오부세정   |
| 15          | 신슈나카노 나들목                 | 信州中野            | 146.5     |          | 나가노현도 제29호 나카노토요노 선            | 나가노현 | 나카노시     | 나카노시   |
| -           | 나카노 BS                         | 中野                | 147.2     | ○        |                                              | 나가노현 | 나카노시     | 나카노시   |
| -           | 가에사 CB                         | 替佐                |           |          |                                              | 나가노현 | 나카노시     | 나카노시   |
| 16          | 도요타이야마 나들목               | 豊田飯山            | 154.2     |          | 국도 제117호선                               | 나가노현 | 나카노시     | 나카노시   |
| -           | 도요타 BS                         | 豊田                | 155.0     | ○        |                                              | 나가노현 | 나카노시     | 나카노시   |
| -           | 구로히메노지리코 PA               | 黒姫野尻湖          | 164.3     |          |                                              | 나가노현 | 가미미노치군 | 시나노정   |
| -           | 가시와바라 BS                     | 柏原                | 166.2     | ○        |                                              | 나가노현 | 가미미노치군 | 시나노정   |
| 17          | 시나노마치 나들목                 | 信濃町              | 167.4     |          | 국도 제18호선 (노지리 바이패스)              | 나가노현 | 가미미노치군 | 시나노정   |
| 18          | 묘코코겐 나들목                   | 妙高高原            | 172.5     |          | 국도 제18호선 (묘코노지리 바이패스)          | 니가타현 | 묘코시       | 묘코시     |
| -           | 묘코코겐 BS                       | 妙高高原            |           | ◆        |                                              | 니가타현 | 묘코시       | 묘코시     |
| -           | 묘코 SA                           | 妙高                | 179.9     | ◆        |                                              | 니가타현 | 묘코시       | 묘코시     |
| 19          | 나카고 나들목                     | 中郷                | 184.5     |          | 국도 제18호선 (조신 바이패스)                | 니가타현 | 조에쓰시     | 조에쓰시   |
| -           | 나카고키타 BS                     | 中郷北              |           | ◆        |                                              | 니가타현 | 조에쓰시     | 조에쓰시   |
| 19-1        | 아라이 PA / SIC                   | 新井                | 191.9     | ◆        | 니가타현도 제428호 니시노야신덴아라이 선     | 니가타현 | 묘코시       | 묘코시     |
| 20          | 조에쓰타카다 나들목               | 上越高田            | 199.0     |          | 니가타현도 제85호 조에쓰타카다인터 선        | 니가타현 | 조에쓰 시    | 조에쓰 시  |
| 31-1        | 조에쓰 분기점                     | 上越                | 204.3     |          | 호쿠리쿠 자동차도                            | 니가타현 | 조에쓰 시    | 조에쓰 시  |